# Marcel Bama Mato
Marcel Bama Mato (* 1930 in Guéckédou; † 1971 Camp Boiro, Conakry) war Innenminister in Guinea.

## Leben
Bama Mato war Lehrer und im Regime von Ahmed Sékou Touré Generalsekretär der Staatspartei Parti Démocratique de Guinée – Rassemblement Démocratique Africain in Guéckédou, Gouverneur von Dabola, Handelsminister, ministerieller Delegierter für Oberguinea.
Im Februar 1970 war Bama Mato auf Staatsbesuch in der Bundesrepublik Deutschland und schloss ein Kooperationsabkommen im Bereich Innere Sicherheit. Die Regierung in Guinea erhielt daraufhin leichte Flugzeuge, Panzerabwehrraketen, Küstenwachboote, Begleitschiffe, Handfeuerwaffen, sowie Flugabwehrkanonen. Die Fritz Werner Werkzeugmaschinen errichtete eine Gerberei, Uniform- und Schuhfabrik in Conakry.